# Dobele
Dobele (németül: Doblen, oroszul: Доблень) város Lettország déli részén, a Bērze folyó partján, közel a litván határhoz.

## Története
Dobele neve 1254-ben jelenik meg először oklevelekben. Mindössze egy cölöpvár állt itt, amely a 13. század végén, a livóniai keresztes hadjárat alatt elpusztult. A háborút követően épült Dobele vára, ennek romjai napjainkban is láthatók. Az ipari fejlődés Kettler Jakab kurföldi herceg uralkodása (1640–1682) idején kezdődött. Az igazi iparosodást azonban 1929-ben a Liepāja–Jelgava-vasútvonal megnyitása hozta.

## Lakossága
Dobele lakosságának 75,5%-a lett, 14%-a orosz, 3,3%-a fehérorosz, 2,3%-a ukrán.

## Érdekesség
Dobele egy 4,5 km átmérőjű becsapódási kráterbe települt.